# Aeonium decorum
Aeonium decorum ist eine Pflanzenart aus der Gattung Aeonium in der Familie der Dickblattgewächse (Crassulaceae).

## Beschreibung

### Vegetative Merkmale
Aeonium decorum wächst als mehrjähriger, dicht verzweigter Kleinstrauch und erreicht Wuchshöhen von bis zu 60 Zentimeter. Die kahlen, netzartig gemusterten, aufsteigenden oder hängenden, gewundenen Triebe weisen einen Durchmesser von 5 bis 8 Millimeter auf. Ihre ziemlich flachen Rosetten erreichen einen Durchmesser von 5 bis 10 Zentimeter. Die verkehrt eiförmigen bis verkehrt lanzettlichen, dunkelgrünen bis gelblich grünen, bläulich überhauchten, filzigen Laubblätter sind 2,5 bis 5 Zentimeter lang, 1 bis 1,5 Zentimeter breit und 0,25 bis 0,45 Zentimeter dick. Zur Spitze hin sind sie zugespitzt. Die Basis ist keilförmig. Der Blattrand ist mit wenigen zerstreuten Wimpern besetzt, die bis zu 0,5 Zentimeter lang sind. Die Blätter sind entlang des Randes oft rötlich variegat.

### Generative Merkmale
Der lockere, zylindrische Blütenstand weist eine Länge von 8 bis 30 Zentimeter und eine Breite von 8 bis 20 Zentimeter auf. Der Blütenstandsstiel ist 10 bis 30 Zentimeter lang. Die sechs- bis achtzähligen Blüten stehen an einem 2 bis 10 Millimeter langen, schwach flaumhaarigen Blütenstiel. Ihre Kelchblätter sind schwach flaumhaarig. Die weißlichen, oft rosa oder rötlich variegaten, lanzettlichen, zugespitzten Kronblätter sind 7 bis 8 Millimeter lang und 2 bis 2,5 Millimeter breit. Die Staubfäden sind spärlich schwach flaumhaarig.
Die Blütezeit ist April bis Juni.

## Systematik und Verbreitung
Aeonium decorum ist auf La Gomera und Teneriffa in Höhen von 100 bis 900 Metern verbreitet.
Die Erstbeschreibung durch Carl August Bolle wurde 1859 veröffentlicht.

## Nachweise